# Réserve naturelle de l'Escaille
La réserve naturelle de l'Escaille est une petite réserve (4,66 hectares) créée en 1987 en zone péri-urbaine, à proximité de Gembloux, en Belgique (Région wallonne.
Son cœur est un ancien bassin de décantation de sucrerie qui a offert une zone humide de substitution à de nombreux oiseaux et autres espèces aquatiques. Cette zone humide et ses abords ont d'abord été protégées et classées pour leur valeur de relais dans la migration aviaire des oiseaux d'eau, observable à partir d'un observatoire ouvert au public. Le site abrite un verger conservatoire, un rucher pédagogiques, un complexe de mares et des pelouses fleuries disposés autour du bassin qui est le « cœur historique » de la réserve.
Cette réserve naturelle est reprise dans l'inventaire des sites de grand intérêt biologique de Wallonie.

## Dénomination
Le site doit son nom à son sous-sol schisteux qui a fait l’objet d’une extraction "d’écailles" ardoisières.

## Localisation
La réserve est située en zone périurbaine, au cœur de la Hesbaye namuroise, à la confluence de deux cours d'eau : l'Orneau et du Rabauby.

## Enjeux
Cette réserve a notamment un intérêt didactique lié à sa qualité de petit point chaud de biodiversité dans un contexte périurbain de désert biologique rural, conséquence d'une présence historique de l’agriculture intensive. Elle est le site pédagogique le plus proche disponible pour l'étude in situ de la biodiversité par les étudiants de Gembloux Agro-bio-tech-ULg et de l’Institut horticole de Grand-Manil, qui participent d'ailleurs à la gestion de la réserve, aux côtés d'habitants de Gembloux.
Grâce à la présence de l'eau, environ 200 espèces d’oiseaux ont été inventoriés. Parmi les micromammifères figurent le rat des moissons et la musaraigne aquatique.
Divers micro-habitats s'y sont constitués : friches sèches et humides, saulaies anciennes abritant notamment un coléoptère xylophage en forte régression : l'Aromie musquée.
Ce site semi-naturel héberge des représentants de 25 % environ de la flore de Wallonie (dont la Zannichellie des marais (Zannichellia palustris)  et Impatience maritime), ce qui a justifié une gestion comme conservatoire d'espèces indigènes ou naturalisées.
Un autre enjeu patrimonial est la présence de ruines, celles de l'ancien moulin de l'ancienne abbaye bénédictine du XVIIIe siècle, où l'on trouve aujourd'hui des espèces cavernicoles et une flore calcicole.

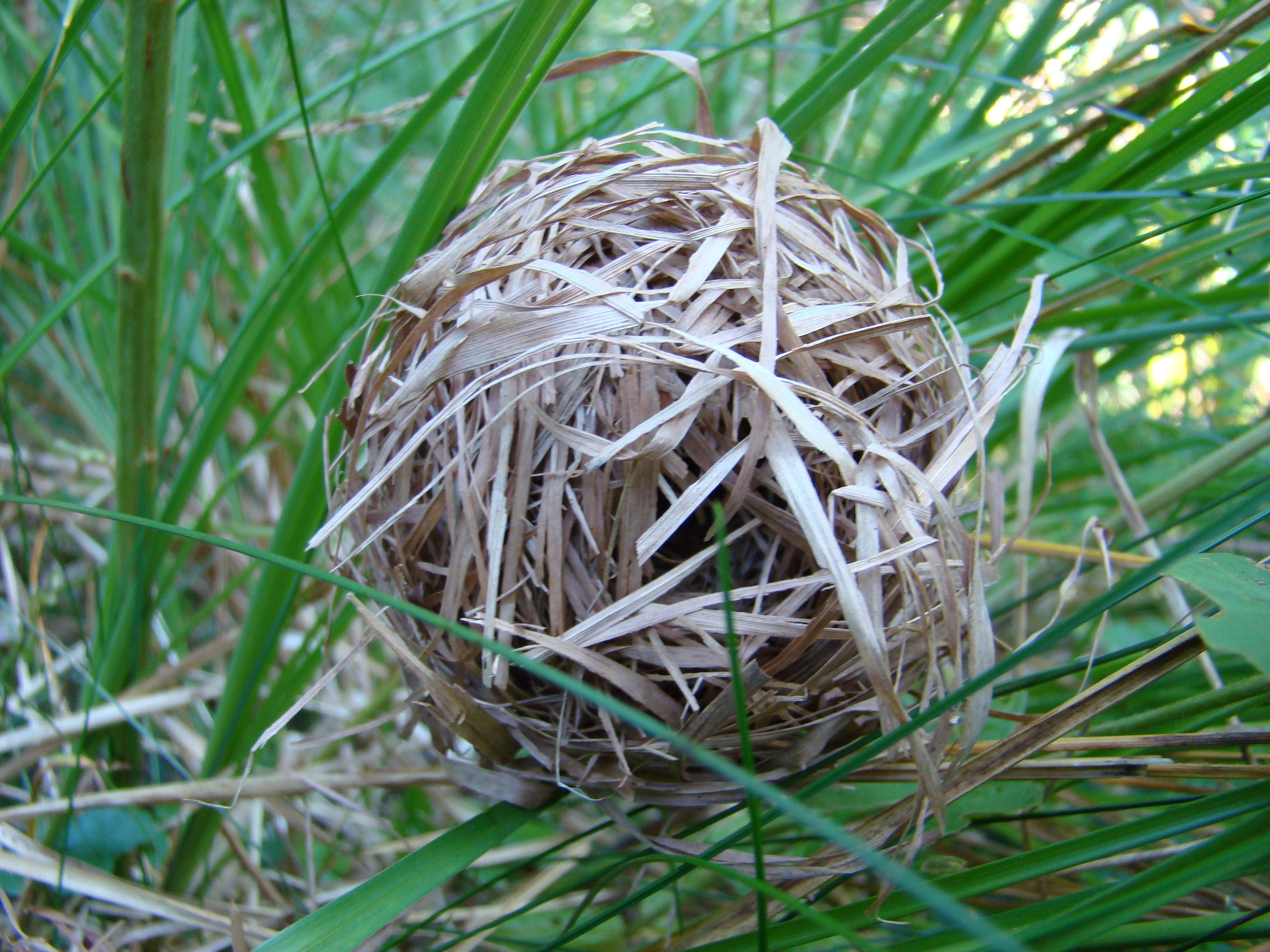
Nid de rat des moissons.
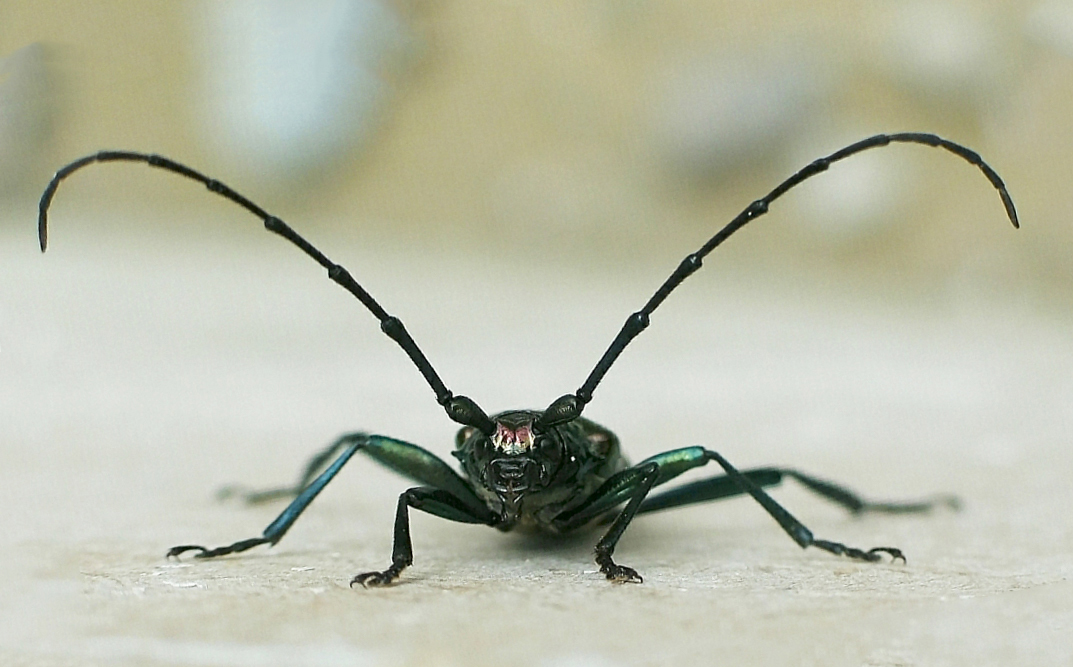
Aromie musquée.
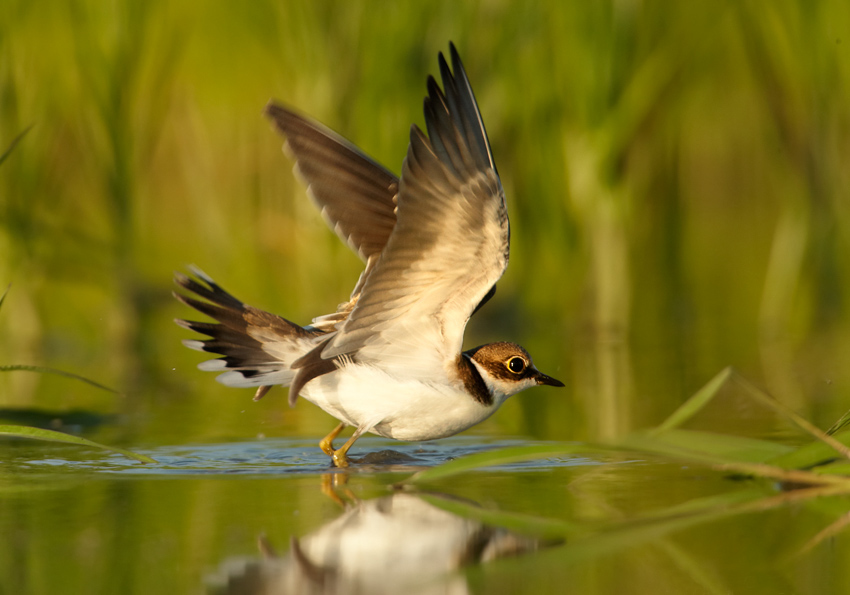
Petit gravelot[3].

## Accès
On accède au site en vélo par le RAVeL en longeant une trentaine d'arbres arbustes et herbacées typiques des ballasts).